# 生活協同組合おおさかパルコープ
生活協同組合おおさかパルコープは、大阪市都島区に本部を置く消費生活協同組合。生活協同組合連合会コープきんき事業連合に加盟。
エコアクション21認証を取得している。

## 概要
- 区域：大阪市（東淀川区・淀川区・西淀川区を除く）、北河内（守口市、門真市、 寝屋川市、枚方市、四條畷市、交野市、大東市）
- 設立：1975年11月
- 組合員数：44万8,376名（2021年3月20日現在）[2]
- 出資金：206億1,713万円（2021年3月20日現在）[2]

## 事業所・店舗

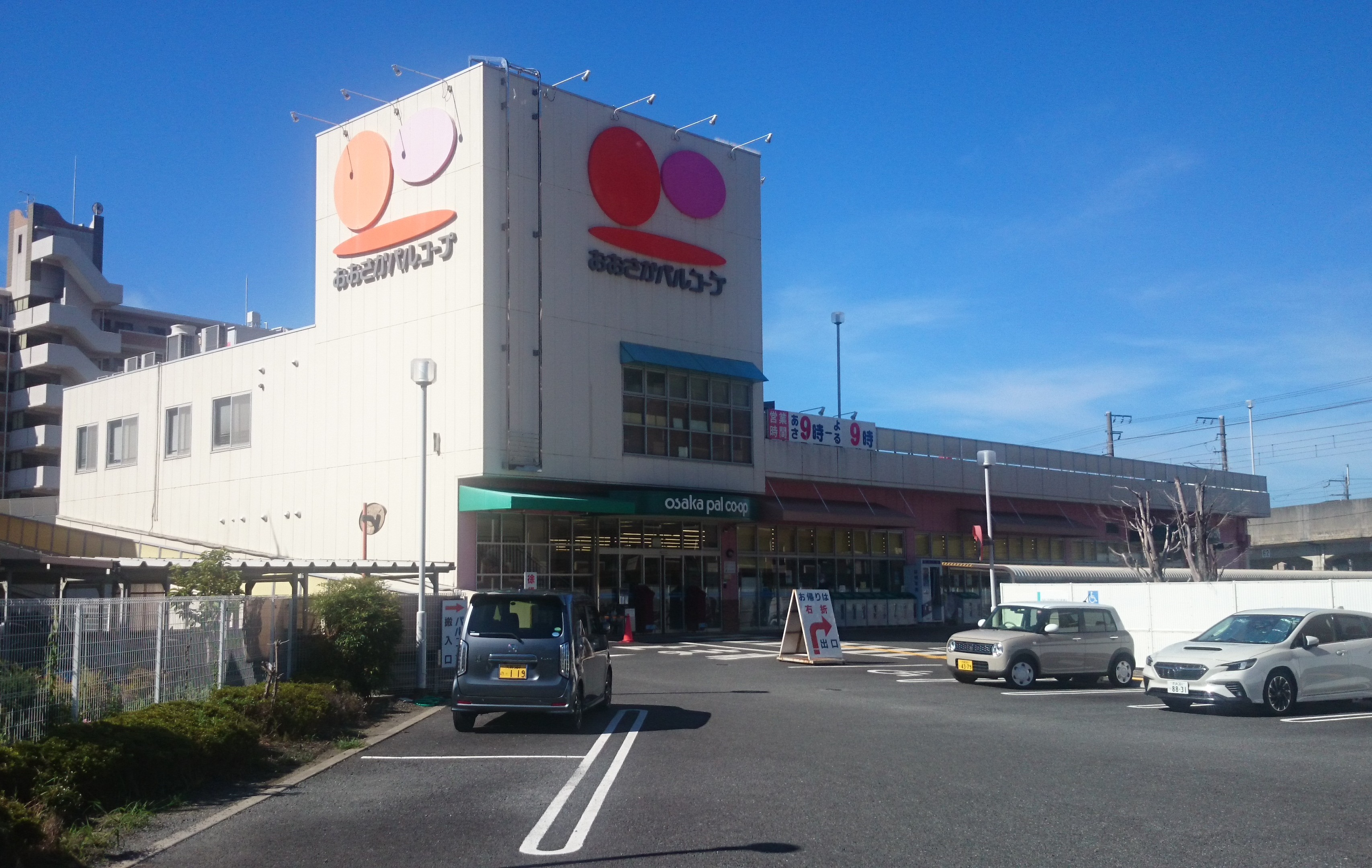
おおさかパルコープ忍ヶ丘店（大阪府四條畷市）

### 本部
大阪府大阪市都島区東野田町1-5-26

### 支所

#### 大阪市
- 港（港区）
- 西成（西成区）
- 南津守（西成区）
- 平野（平野区）
- 生野（生野区）
- 鶴見（鶴見区）
- 都島（都島区）

#### 北河内
- 枚方（枚方市）
- 北枚方（枚方市）
- 南枚方（枚方市）
- 寝屋川（寝屋川市）
- 南寝屋川（寝屋川市）
- 門真（門真市）

### 店舗
- 長尾店（枚方市）
- 西楠葉店（枚方市）
- 星ケ丘店（枚方市）
- 枚方公園店（枚方市）
- 忍ヶ丘店（四條畷市）
- 東都島店（都島区）
- 東中浜店（城東区）
- つるみ店（鶴見区）
- 粉浜店（住之江区）

### 福祉施設
- パル都島福祉センター（都島区、ケアプラン作成・訪問介護・デイサービス・小規模多機能型居宅介護）
- パル守口福祉センター（守口市、ケアプラン作成・訪問介護・福祉用具レンタルまたは販売）
- パル寝屋川福祉センター（寝屋川市、ケアプラン作成・訪問介護・デイサービス）
- ホームヘルプ南部センターまごころ（阿倍野区、訪問介護）
- パル交野福祉センター（交野市、デイサービス）
- パル鶴見福祉センター（鶴見区、ケアプラン作成・デイサービス）
- 平野郷デイサービス（平野区、デイサービス）

### 子会社
- おおさか協同物流センター（枚方市）
- コープ住宅サービス（都島区）

### 関連会社
- パル企画（都島区）
- コ・ジャスナ（北海道札幌市西区）

## 出身著名人
- 山下芳生（参議院議員、日本共産党副委員長） - 大阪かわち市民生協時代の職員